# Záblatí (district de Jindřichův Hradec)
Pour les articles homonymes, voir Záblatí.
Záblatí (en allemand : Sablat, précédemment : Sablath) est une commune du district de Jindřichův Hradec, dans la région de Bohême-du-Sud, en République tchèque. Sa population s'élevait à 78 habitants en 2020.

## Géographie
Záblatí se trouve à 14 km au nord-nord-ouest de Třeboň, à 21 km au nord-est de České Budějovice, à 24 km à l'ouest-sud-ouest de Jindrichuv Hradec et à 110 km au sud-sud-est de Prague.
La commune est limitée par Dynín au nord-ouest et au nord, par Ponědraž au nord, par Lomnice nad Lužnicí à l'est, par Smržov au sud et par Mazelov à l'ouest.

## Histoire
La première mention écrite du village date de 1358.